# Catarratto Bianco lucido
Catarratto Bianco lucido ist eine Weißweinsorte, die praktisch ausschließlich auf der Insel Sizilien angebaut wird. Sie ist mit fast 9.800 Hektar Rebfläche nach der Catarratto Bianco comune die zweitmeistangebaute weiße Sorte der Catarratto Familie Italiens. Empfohlen ist sie in den Freien Gemeindekonsortien bzw. Metropolitanstädten Agrigent, Caltanissetta, Catania, Enna, Palermo, Ragusa, Syrakus und Trapani.
Die spätreifende Sorte erbringt strohgelbe bis bernsteinfarbene, alkoholreiche Weine, die für die Herstellung von Wermut verwendet werden. In den Denominazione di origine controllata – Weißweinen Alcamo, Menfi bianco, Sambuca di Sicilia bianco, Santa Margherita di Belice Catarrato, Santa Margherita di Belice bianco, Sciacca bianco und Sciacca riserva Rayana ist sie Hauptbestandteil oder Verschnittpartner.
Catarrato bianco lucido ist eine Varietät der Edlen Weinrebe (Vitis vinifera). Sie besitzt zwittrige Blüten und ist somit selbstfruchtend. Beim Weinbau wird der ökonomische Nachteil vermieden, keinen Ertrag liefernde, männliche Pflanzen anbauen zu müssen. In einer 2008 veröffentlichten Untersuchung wurde sowohl bei Catarratto bianco comune als auch Catarratto bianco lucido eine Verwandtschaft zur Rebsorte Garganega hergestellt. Aufgrund der noch nicht ermittelten Eltern der Sorte Garganega lässt sich das genaue verwandtschaftliche Verhältnis noch nicht präzisieren.  Die gleiche Untersuchung legt nahe, das die Sorten Catarratto bianco comune und Catarratto bianco lucido genetisch identisch sind und es sich lediglich um Klone einer gleichen Varietät handeln.
Synonyme: Catarratto Bianco Lustro, Castellaro.